# Эгейское море (фема)

Фемы у побережья Эгейского моря около 900 года.

Фема Эгейские острова (греч. θέμα τοῦ Αἰγαίου Πελάγους, thema tou Aigaiou Pelagous) — византийская провинция в северной части Эгейского моря, основанная в сер. IX в. Будучи одной из трёх тематических морских фем (θέματα ναυτικᾶ), занималось обеспечением кораблей и солдат для византийского флота и было гражданским административным округом.

## Предыстория
Фема берет свое начало в позднеантичной гражданской провинции Острова (лат. Insulae; греч. Nήσοι), которая охватывала острова юго-восточной и восточной части Эгейского моря вплоть до Тенедоса. Термин «Aigaion Pelagos» впервые появляется как административный округ в начале VIII в., когда появляются печати нескольких его kommerkiarioi (таможенных служащих). На одной печати, датированной 721/722 гг., упоминается отвечающий за все греческие острова чиновник, что, возможно, подразумевает расширение территории старой провинции на острова северного и западного Эгейского моря. В военном отношении острова Эгейского моря перешли под контроль корпуса Karabisianoi, а затем в VII—VIII вв. — фемы Кивирреоты.
В 726 г. регион участвовал в восстании против иконоборческой политики императора Льва III. Глава флота Кикладских островов Стефан присоединился к лидеру мятежа Агаллианосу Контоскелесу в неудавшейся атаке на Константинополь. С конца VIII в. в феме появляется две отдельные команды: по-видимому, контролировавший северную половину друнгарий Эгейского моря (Aigaion Pelagos) и отвечающий за южную половину друнгарий «Двенадцати островов» (Додеканес) или «Залива» (Колпос). Последнее подразделение в конечном итоге превратилось в фему Самоса, а первое — в фему Эгейское море, охватывающее как острова северной части Эгейского моря, так и Дарданеллы и южные побережья Пропонтиды.

## История
Фема, должно быть, была создана в 843 г.: его стратег не фигурирует в Тактиконе Успенского 842/843 гг., в котором все ещё перечислены друнгарии, но в других местах указано, что в 843 г. он был на Лесбосе..
Фема состояла из турм и банд, имея военных, гражданских и финансовых чиновников. Однако в районах Дарданелл и Пропонтиды друнгарии, а позднее и стратеги Эгейского моря, вероятно, разделяли власть с дуксом Опсикия. Последний, вероятно, сохранил власть над гражданской администрацией и местной обороной, в то время как Эгейская фема отвечала за оснащение кораблей и подбор людей для флотов из этих областей. Аналогичная процедура существовала и в феме Самос. Этот вариант подкрепляется тем фактом, что Опсикий, и особенно насильственно поселённые здесь империей славяне, упоминаются в качестве морских пехотинцев в X в.
Согласно сочинениям императора Константина VII, в начале X в. фема включала Лесбос (резиденция стратега), Лемнос, Имброс и Тенедос, Хиос (позже перешла к Самосу), Спорады и Киклады. По словам византивиста Элени Арвелер, Киклады, вероятно, перешли к Эгейской феме в конце IX в. после разделения военно-морского командования Додеканеса / Колпоса и возникновения фемы Самос. В 911 г. вооружённые силы фемы имели 2610 гребцов и 400 морских пехотинцев.
Провинция просуществовала до конца X—XI вв., когда постепенно разделилась на более мелкие округа. По мере того как Киклады и Спорады, Хиос и область Абидоса обрели своих собственных стратегов, фема стала чисто гражданской провинцией, включающей только побережье Пропонтиды и район вокруг Константинополя. К концу XI в. остатки её флота были включены в состав объединённого имперского флота в Константинополе под командованием великого дуки. После этого, где-то в XII в., как указывает Partitio terrarum imperii Romaniae 1204 г., фема Эгейского моря, похоже, была объединена с Опсикием. Фема прекратила своё существование после распада Византийской империи в результате Четвёртого крестового похода.